# Celularyzacja
Celularyzacja – jeden z procesów zachodzących w toku ewolucji biologicznej, prowadzący do łączenia się ze sobą organizmów jednokomórkowych i powstania organizmów wielokomórkowych.
Współcześnie podobny proces można zaobserwować u niektórych wielojądrowych śluzowców oraz korzenionóżek. Jednak u tych organizmów połączone komórki po jakimś czasie rozdzielają się, tworząc organizmy potomne zdolne do samodzielnego funkcjonowania.